# 斯蒂爾鎮區 (印地安納州戴維斯縣)
斯蒂爾鎮區（英語：Steele Township）是位於美國印地安納州戴維斯縣的一個行政鎮區。

## 地方資料
根據2010年美國人口普查的數據，斯蒂爾鎮區的面積為112.30平方千米，當中陸地面積為110.70平方千米，而水域面積為1.60平方千米。當地共有人口903人，而人口密度為每平方千米8.04人。